# Tachi

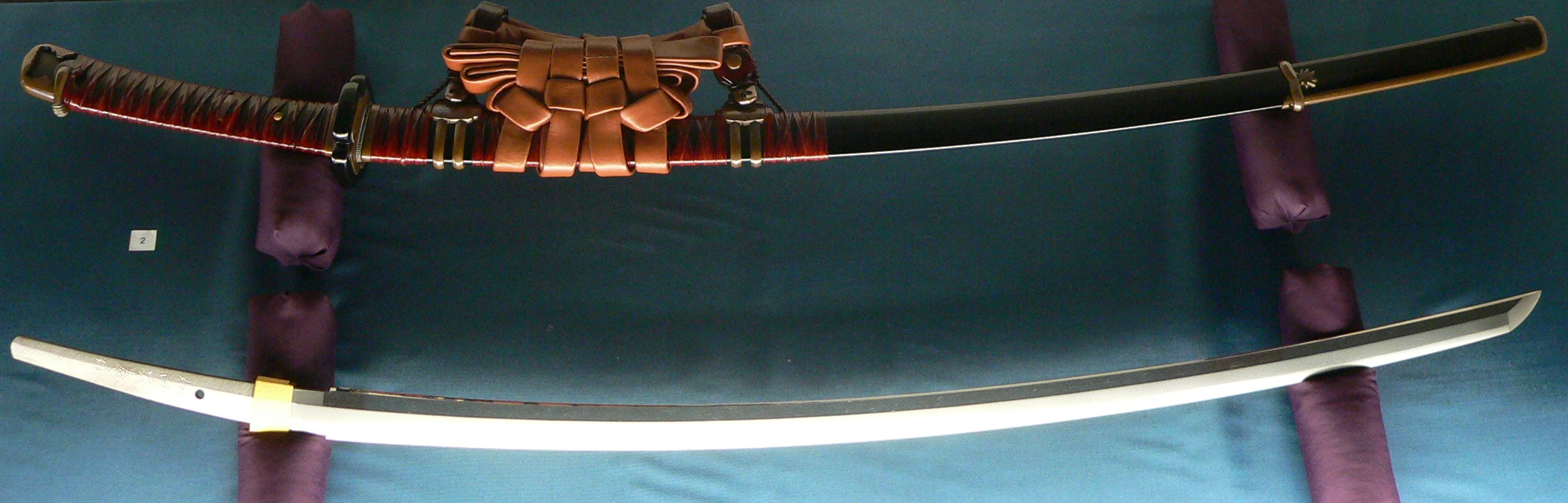
Tachi forjado en 1997.

El tachi (太刀:たち?) es una espada japonesa, de la cual se dice a menudo que es algo más curvada y un poco más larga que la katana.
Gilbertson, Oscar Ratti y Adele Westbrook indican que una espada es llamada tachi cuando cuelga del obi (cinturón) con el filo abajo, y la misma espada se convierte en katana cuando se lleva con el filo hacia arriba atravesando la cintura. 
El estilo hi fue finalmente descartado en favor de la katana. 
Los daitō (espadas largas) anteriores a la katana tenían de promedio unos 78 cm de longitud de hoja, más largos que el promedio de la katana, unos 70 cm. 
Al contrario que la manera tradicional de llevar la katana, el tachi colgaba del cinturón con el filo cortante abajo, y usualmente se empleaba por la caballería. 
Desviaciones de la longitud habitual del tachi llevan añadidos el prefijo ko- (por "corto") y ō- (por "gran"). Por ejemplo, los tachi que eran shōtō y más cercanos en tamaño al wakizashi se llamaban kodachi.  
El tachi más largo (considerado un ōodachi del siglo XV) en existencia tiene más de 3,7 metros de longitud total (2,2 m de hoja) pero se cree que era ceremonial. 
Durante el año 1600, muchos viejos tachi se recortaron al tamaño de una katana. 
La mayoría de las hojas tachi supervivientes hoy en día son o-suriage, así que es raro ver una espada original firmada ubu tachi.
Fue la primera espada larga forjada en el Japón. 
Es el antecesor directo de la katana (con mayor longitud).
Se la siguió usando muchos años después como una clase de espada ceremonial por los samuráis del más alto rango.
Se usaba principalmente como espada para caballería y está diseñada para cortar de abajo arriba.

## Uso
El tachi se usaba principalmente a caballo, donde era posible blandirlo eficientemente para cortar a la infantería enemiga. No obstante, en el suelo seguía siendo una arma efectiva, aunque su uso fuera más complicado que cuando se usaba a caballo. Fue por esta razón que se desarrolló su compañera, la uchigatana (predecesora de la katana).
El tachi fue el predecesor de la katana como la hoja de batalla de los bushi (casta guerrera) del Japón feudal, y según evolucionó en el diseño posterior, a menudo ambas armas eran diferenciadas una respecto a la otra solo por cómo se vestían y por los detalles de las hojas. 
En la historia feudal japonesa posterior (Durante las eras Sengoku y Edo), algunos guerreros de alto rango de la que llegaría a ser la clase dirigente, llevaban sus espadas al estilo tachi (Con el filo abajo), en lugar de llevar sus espadas con la vaina alojada a través del cinturón con el filo hacia arriba.